# Carlsbad, Novi Meksiko
Carlsbad je sjedište okruga Eddyja u američkoj saveznoj državi Novom Meksiku.  Prema popisu 2010. imao je 26 138 stanovnika. Deseti je po veličini grad u Novom Meksiku.
Nalazi se na križanju cesta 62/180 i 285. Glavni je grad mikropolitanskog statističkog područja Carlsbad-Artesia u kojem živi 55 435 stanovnika. Carlsbad je sjedište rudarenja potaše, proizvodnje nafte i turizma. Nacionalni park Carlsbadske pećine je 29 km jugozapadno od grada. Nacionalni park Planine Guadalupe je 64 km jugozapadno preko teksaške granice. Unutar granica grada Carlsbada približno je 1400 akera parkovnog prostora koje se često koristi za posebne događaje i športske aktivnosti.

## Povijest
Razvitak jugoistočnog Novog Meksika u kasnom 19. stoljeću držao je dotok kolonija useljenika iz Engleske, Švicarske, Francuske i Italije. Gradić na obali rijeke Pecosa ponio je ime Eddy 15. rujna 1888. godine. 1893. organiziran je kao općinska korporacija. Ime je dobio prema Charlesu B. Eddyju, suvlasniku kompanije Eddy-Bissell Livestock Company. Zbog komercijalnog razvitka mjesnih mineralnih izvora blizu provodnika vode medicinske kakvoće, grad je poslije izglasovao promijeniti ime u Carlsbad, prema poznatim europskim toplicama u Češkoj. Carlsbad je po svijetu onda bio poznat po tom njemačkom imenu, a to je grad Karlovy Vary. 25. ožujka 1918. broj stanovnika ovog grada prešao je 2000, što je ondašnjem guverneru Novog Meksika Washingtonu Ellsworthu Lindseyu dopustilo proglasiti Carlsbad gradom.

## Unutarnje poveznice
- Vidi Popis gradova SAD-a

## Vanjske poveznice
- Službene internet stranice grada Carlsbada